# Orazio Lazzarino
Orazio Lazzarino (Reggio Calabria, 13 agosto 1880 – Pisa, 6 febbraio 1963) è stato un fisico e matematico italiano.

## Biografia e carriera
Nato nel quartiere di Gallico a Reggio Calabria, si laureò in Fisica presso l'Università di Napoli nel 1904, quindi in Ingegneria Elettrotecnica nel 1909 e in Matematica nel 1910, sempre a Napoli.
Subito dopo, fu assistente presso il Regio Osservatorio Astronomico di Capodimonte ("effettivo" nel 1905, "stabile" nel 1910), fino allo scoppio della prima guerra mondiale, durante la quale svolse varie e delicate mansioni tecniche presso le direzioni dell'Aviazione militare e del Genio di Pavia.
Libero docente dal 1918, vinse la cattedra di meccanica razionale presso l'Università di Cagliari nell'ottobre 1920 e, dopo un breve periodo di insegnamento a Catania, dal 1921 al 1924, si trasferì a Pisa, dove completò la sua carriera accademica.
Nella città toscana, ricoprì le cattedre di Astronomia e Geodesia dal gennaio 1925, quindi quella di Fisica Matematica, a partire dal 1928, presso l'Istituto di Matematica dell'Università di Pisa.
In sua memoria, gli è stato intitolato un istituto comprensivo di Gallico.

## Attività scientifica e di ricerca
Quando era assistente all'Osservatorio di Capodimonte, condusse numerose e accurate osservazioni, in particolare su alcune stelle variabili, fra cui la W Ursae Majoris, le RZ e TV Cassiopeiae, la R Canis Majoris.
Successivamente si interessò, per molti anni, a vari argomenti di stereodinamica, fra cui l'integrazione delle equazioni di moto di un corpo rigido rotante attorno ad un punto fisso (e.g., un giroscopio) trovate dalla Kowalewski nel 1889, nonché l'equivalenza fra i sistemi differenziali di Eulero-Poisson-Darboux e di Hess-Schiff; trattò pure, fra i primi, il problema del moto di un solido con cavità interne ripiene di liquidi a loro volta anch'essi in moto.
Frutto dei molti anni di insegnamento, furono alcune opere di meccanica razionale, astronomia e fisica matematica.